# AMD Opteron (K10)
Die AMD Opteron-Serie auf Basis der AMD-K10-Mikroarchitektur ist eine Familie von 64-Bit-Mikroprozessoren für Server und Workstations. Diese Mehrkernprozessoren stellen die Nachfolger der K8- und K9-basierten AMD-Opteron-Prozessoren dar.
Allgemein besitzt diese Prozessorgeneration eine erhöhte Rechenleistung pro Prozessorkern gegenüber der K9-Generation, die sich besonders in der Gleitkommaberechnung bemerkbar macht. Außerdem besitzen die Prozessoren als Neuerung nun einen gemeinsamen L3-Cache zusätzlich zu den viermal vorhandenen L1- und L2-Caches (einmal jeweils pro Prozessorkern). Für Details über die Architektur und die Änderungen gegenüber der vorhergehenden Generation siehe AMD K10.

## Produktgeschichte

### Barcelona

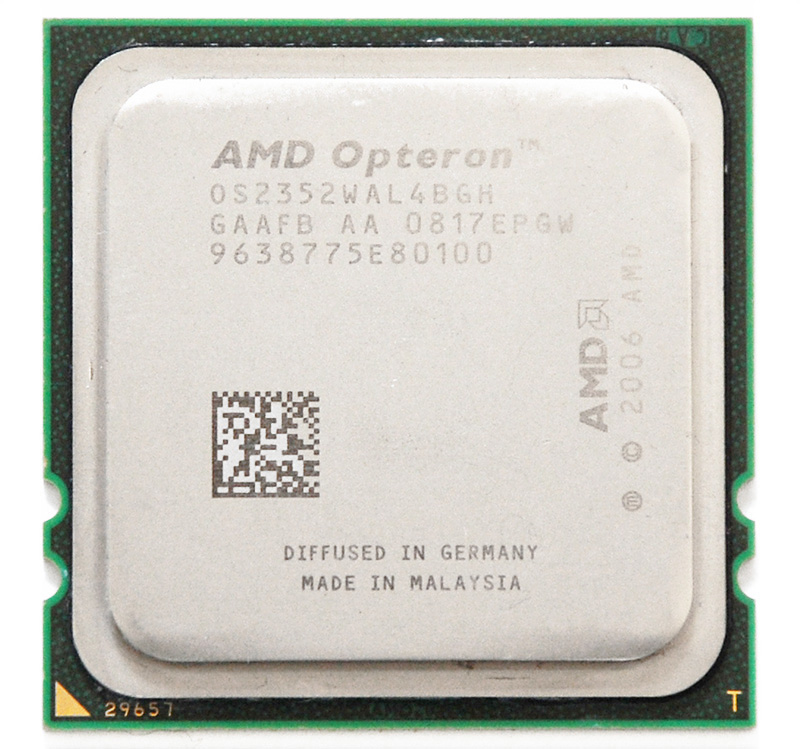
AMD Opteron 2352 2,1 GHz Quad Core Prozessor für den AMD Sockel F

Als erster Vertreter der K10-Generation innerhalb der Opteron-Produktfamilie wurde am 10. September 2007 mit dem Kern Barcelona der erste native Vierkernprozessor der x86-Welt auf den Markt gebracht. Nativ bedeutet in diesem Zusammenhang, dass der Prozessor aus einem Die mit vier Prozessorkernen besteht, während der Hauptkonkurrent Intel bis dato nur Vierkernprozessoren aus zwei Doppelkernprozessoren anbot, die auf einem Träger montiert waren. AMD erhoffte sich durch diese Entwicklungsentscheidung signifikante Geschwindigkeitsvorteile.
Barcelona wird in 65 nm und mit elf Lagen Kupfer, SOI und Transistoren mit Strained silicon gefertigt. Mit einer Die-Größe von ca. 285 mm² bei 463 Millionen Transistoren ist er ein im Vergleich sehr großer Kern, was besonders hinsichtlich der Produktionsausbeute problematisch ist.
Barcelona eignet sich aufgrund des verwendeten Sockel F für Systeme mit ein bis zwei oder ein bis acht Prozessoren (23xx- und 83xx-Serie) und laut AMD soll es möglich sein, diese Vierkern-Opteron in bestehenden Doppelkern-Opteron-Systemen einzusetzen, da sowohl der Sockel als auch die TDP gleich bleiben. Anfänglich werden diese Prozessoren nur mit relativ geringer Taktfrequenz ausgeliefert und soll erst mittelfristig die hohen Taktfrequenzen der K9-Generation (Die Kerne Santa Rosa und Santa Ana) erreichen.

#### Errata
Laut AMD besitzen alle AMD Opteron der Revision BA genauso wie die AMD Phenom der Revision B2 einen Fehler im Translation Lookaside Buffer (TLB) des L2-Caches, der in der Presse als „TLB-Bug“ bekannt wurde. Dieser Fehler soll bei bestimmten Workloads auftreten und sich nur durch das Deaktivieren eines Teils der TLB-Einheit oder tiefe Eingriffe in die Software umgehen lassen. Das Deaktivieren der TLB-Einheit kostet aber mindestens 10 % Rechenleistung.
AMD stoppte daher im Dezember 2007 die Auslieferung an große Serverhersteller und Großkunden, was einem Lieferstopp für diese Prozessoren gleichkam. Erhältlich waren die Prozessoren daraufhin nur noch „in Form von gekennzeichneten Prozessoren für bestimmte Systeme von Endanwendern, bei denen die Kunden die Möglichkeit hatten, die Stabilität und Zuverlässigkeit der Lösung durch einen BIOS-Fix oder einen anderen Workaround per Software in Schwung zu bringen.“ Für Linux wurde von AMD ein Kernel-Patch entwickelt, der das Problem weitgehend ohne Verlust von Rechenleistung umgeht. Die fehlerhaften Operationen werden dabei per Software durchgeführt. AMD empfiehlt den Patch allerdings nicht generell, da er einen tiefen Eingriff in das System darstellt.

Mit der Revision B3 wurde der Fehler korrigiert und Anfang April 2008 konnte AMD wieder Opteron-Prozessoren in großer Stückzahl ausliefern.

### Shanghai
Am 12. November 2008 wurden neue Prozessoren auf Basis des „Shanghai“-Kerns vorgestellt. Die Unterschiede sind im Wesentlichen produktionstechnisch im Wechsel (Die-Shrink) von 65 nm auf 45 nm-Prozesstechnik, einige Detailverbesserungen sowie ein auf 6 MiB vergrößerter L3-Cache. Ebenfalls neu ist die offizielle Unterstützung von registered DDR2-SDRAM-Modulen bis PC2-6400R, gegenüber PC2-5300R beim Vorgänger. Neben einer Leistungssteigerung, die vielfach dem größeren L3-Cache zugeschrieben wird, konnte der Stromverbrauch deutlich reduziert werden.

### Istanbul
Am 20. Februar 2009 wurde ausgewählten Journalisten die Weiterentwicklung des Shanghai, genannt „Istanbul“, mit sechs Kernen vorgestellt. Er besitzt wie sein Vorgänger ein natives Kern-Design mit sechs Rechenwerken und ebenfalls 6 MiB L3-Cache, aber auch weitere Verbesserungen wie HT Assist, einem Snoop-Filter, der den Overhead bei der Kommunikation zwischen mehreren Prozessoren reduzieren soll. Somit soll der Istanbul mehr als nur von den zwei zusätzlichen Kernen profitieren.

### Server-Plattform „Fiorano“
Ende September 2009 stellte AMD eigene Chipsätze vor, die auch HT 3.0 unterstützen.

## Leistungsaufnahme
Mit den Opteron-Prozessoren auf Basis der K10-Architektur führte AMD eine zusätzliche Angabe zur Bestimmung der Leistungsaufnahme der Prozessoren ein. Zusätzlich zur Thermal Design Power (TDP), mit welcher AMD weiterhin angibt, für welchen Strombedarf das System ausgelegt sein muss, gibt es nun noch die Average CPU Power. Mit diesem soll der typische Maximalverbrauch eines Prozessors angegeben werden. Es sollen jedoch beide Angaben weiter veröffentlicht werden.

## Modellnummern
Wie bereits mit den Opteron der K9-Generation eingeführt, besitzen auch die Opteron der K10-Generation eine vierstellige Modellnummer (siehe auch: OPN):
- Die erste Ziffer steht dafür, wie viele Prozessoren dieses Typs maximal gleichzeitig auf einer Hauptplatine eingesetzt werden können (Skalierbarkeit: 1, 2 oder bis 8)
- Die zweite Ziffer bezeichnet die Prozessorgeneration, beginnend mit „3“ für die Prozessoren der Revision Bx. Dies gewährleistet gleichzeitig auch die Unterscheidungsmöglichkeit zu den Opteron der K9-Generation, bei denen alle Prozessormodelle als zweite Ziffer eine „2“ besitzen.
- Die beiden letzten Ziffern codieren den Takt des Prozessors. Generell deutet eine größere Zahl hier eine höhere Geschwindigkeit an.
- Sofern der Prozessor von den standardmäßigen Verbrauchsangaben abweicht, wird noch ein Kürzel angehängt, welches Informationen über den Strombedarf liefert.

 Beispiele:
- Opteron 8347: Vierkernprozessor der dritten Generation für Systeme mit vier bis acht Prozessoren, 1900 MHz Taktfrequenz

## Modelldaten Sockel G34

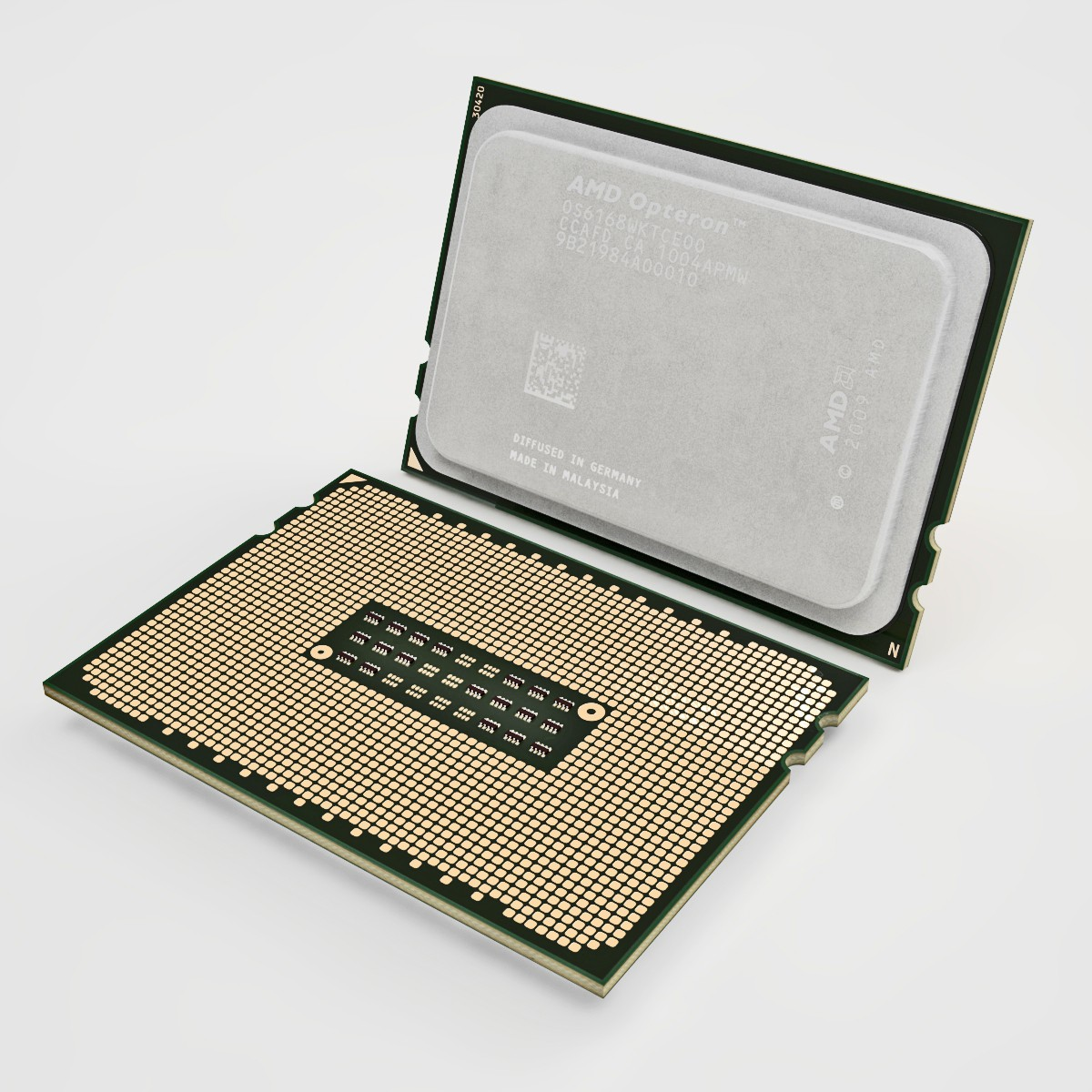
Opteron 6168 für 1974 Kontakte

Alle Prozessoren für den Sockel G34 besitzen einen Speichercontroller für DDR3-SDRAM.

### Magny-Cours
Acht- und Zwölfkernprozessor
- Der Magny-Cours besteht aus 2 auf der Istanbul-Serie basierenden Prozessoren (je 6 Kerne) in einem Gehäuse.
- L1-Cache: je Kern 64 + 64 KiB (Daten + Instruktionen)
- L2-Cache: je Kern 512 KiB mit Prozessortakt
- L3-Cache: 8 bis 12 MiB
- MMX, Extended 3DNow!, SSE, SSE2, SSE3, SSE4a, AMD64, OPM, NX-Bit, SMP, AMD-V 2.0
- Sockel G34, 4× HyperTransport 3.0 (HT3)[7]
- Fertigungstechnik: 45 nm (SOI)
- Die-Größe: 2 × 346 mm²
- Taktfrequenzen: 1,7 bis 2,5 GHz
- Modelle: Opteron 6124HE bis 6180SE

### Interlagos
Acht-, Zwölf- oder Sechzehnkernprozessor
- Der Interlagos besteht aus zwei Dies, ein jedes mit vier Modulen (je zwei Kerne) der Bulldozer-Serie in einem Gehäuse.
- Fertigungstechnik: 32 nm (SOI)

## Modelldaten Sockel F
Alle Prozessoren für den Sockel F besitzen einen Speichercontroller mit zwei Kanälen (128 Bit, Dual-Channel-Betrieb) für DDR2-SDRAM (Registered-Module notwendig).

### Barcelona
Vierkernprozessor (Quad-Core)
- Revisionen: BA, B3
- L1-Cache: je Kern 64 + 64 KiB (Daten + Instruktionen)
- L2-Cache: je Kern 512 KiB mit Prozessortakt
- L3-Cache: 2048 KiB mit Northbridge-Takt
- MMX, Extended 3DNow!, SSE, SSE2, SSE3, SSE4a, AMD64, OPM, NX-Bit, SMP, AMD-V
- Sockel F, HyperTransport mit 1.000 MHz (HT2000)
- Fertigungstechnik: 65 nm (SOI)
- Die-Größe: 285 mm² bei 463 Millionen Transistoren
- Taktfrequenzen: 1,7–2,5 GHz
- Modelle: Opteron x344 bis x360

### Shanghai
Vierkernprozessor (Quad-Core)
- Revision: C2
- L1-Cache: je Kern 64 + 64 KiB (Daten + Instruktionen)
- L2-Cache: je Kern 512 KiB mit Prozessortakt
- L3-Cache: 6144 KiB mit Northbridge-Takt
- MMX, Extended 3DNow!, SSE, SSE2, SSE3, SSE4a, AMD64, OPM, NX-Bit, SMP, AMD-V
- Sockel F, HyperTransport mit 1.000 MHz (HT2000)
- Fertigungstechnik: 45 nm (SOI)
- Die-Größe: 258 mm² bei 758 Millionen Transistoren
- Taktfrequenzen: 2,1–3,1 GHz
- Modelle: Opteron x372 bis x393

### Istanbul
Sechskernprozessor (Hexa-Core)
- Revision: D0
- L1-Cache: je Kern 64 + 64 KiB (Daten + Instruktionen)
- L2-Cache: je Kern 512 KiB mit Prozessortakt
- L3-Cache: 6144 KiB mit Northbridge-Takt
- MMX, Extended 3DNow!, SSE, SSE2, SSE3, SSE4a, AMD64, OPM, NX-Bit, SMP, AMD-V
- Sockel F, HyperTransport mit 1.000 MHz (HT2000)
- Fertigungstechnik: 45 nm (SOI)
- Die-Größe: 346 mm² bei 904 Millionen Transistoren
- Taktfrequenzen: 1,8–2,8 GHz
- Modelle: Opteron 2419EE bis 8439SE

## Modelldaten Sockel AM2+/AM3

### Budapest
Vierkernprozessor (Quad-Core)
- Revisionen: B3
- L1-Cache: je Kern 64 + 64 KiB (Daten + Instruktionen)
- L2-Cache: je Kern 512 KiB mit Prozessortakt
- L3-Cache: 2048 KiB mit Northbridge-Takt
- MMX, Extended 3DNow!, SSE, SSE2, SSE3, SSE4a, AMD64, OPM, NX-Bit, SMP, AMD-V
- Sockel AM2+, HyperTransport mit 1.800 MHz (HT3600)
- Fertigungstechnik: 65 nm (SOI)
- Die-Größe: 285 mm² bei 463 Millionen Transistoren
- Taktfrequenzen: 2,1–2,3 GHz
- Modelle: Opteron 1352 bis 1356

### Suzuka
Vierkernprozessor (Quad-Core)
- Revisionen: C2
- L1-Cache: je Kern 64 + 64 KiB (Daten + Instruktionen)
- L2-Cache: je Kern 512 KiB mit Prozessortakt
- L3-Cache: 6144 KiB mit Northbridge-Takt
- Unterstützung für DDR3-SDRAM
- MMX, Extended 3DNow!, SSE, SSE2, SSE3, SSE4a, AMD64, OPM, NX-Bit, SMP, AMD-V
- Sockel AM3, HyperTransport mit 2.200 MHz
- Fertigungstechnik: 45 nm (SOI)
- Die-Größe: 258 mm² bei 758 Millionen Transistoren
- Taktfrequenzen: 2,5–2,9 GHz
- Modelle: Opteron 1381 bis 1389